# Louis A. Craig

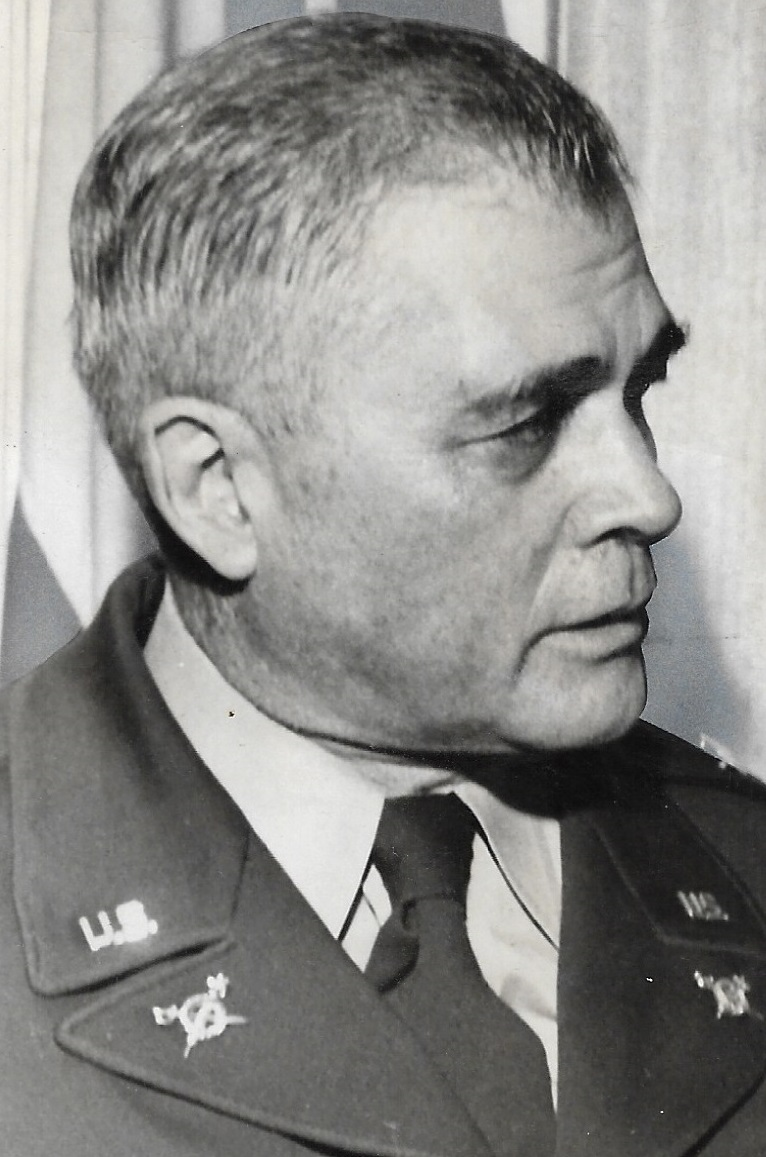
Louis A. Craig

Louis Aleck Craig (* 29. Juli 1891 in West Point, Orange County, New York; † 3. Januar 1984 in Washington, D.C.) war ein Generalmajor der United States Army. Er war unter anderem Kommandeur zweier Infanteriedivisionen.

## Leben

### Frühe Jahre
Louis Craig war ein Sohn von Louis Aleck Craig Sr. (1851–1904) und dessen Frau Georgie Malin (1855–1923). Der Vater war ebenfalls Offizier im US-Heer gewesen. Sein Bruder Malin Craig (1875–1945) war vom 2. Oktober 1935 bis zum 31. August 1939 der 14. Chief of Staff of the Army. Ihr gemeinsamer Großvater war James Craig (1818–1888), der zwischen 1857 und 1861 den Bundesstaat Missouri im US-Repräsentantenhaus vertreten hatte. Anschließend nahm er im Rang eines Brigadegenerals im Heer der Union am Amerikanischen Bürgerkrieg teil.

### Militärische Laufbahn
In den Jahren 1909 bis 1913 durchlief der jüngere Louis Craig die United States Military Academy in West Point. Nach seiner Graduation wurde er als Leutnant der Kavallerie zugeteilt. In der Armee durchlief er anschließend alle Offiziersränge vom Leutnant bis zum Zwei-Sterne-General.
In seinen jüngeren Jahren absolvierte er den für Offiziere in den niederen Rangstufen üblichen Dienst in verschiedenen Einheiten und Standorten. Noch vor dem Ersten Weltkrieg wechselte er von der Kavallerie zunächst zur Küstenartillerie und dann zur Feldartillerie. Im Jahr 1916 diente er mit dem 4. Feldartillerieregiment in der Panamakanalzone. Im Juni 1917 kehrte er in die Vereinigten Staaten zurück, die inzwischen aktiv am Ersten Weltkrieg beteiligt waren. Craig war zunächst als Ausbildungsoffizier tätig. Im weiteren Verlauf kommandierte er eine Kompanie eines Reservebataillons.
Im November 1917 wurde er mit dem 5. Feldartillerieregiment auf den europäischen Kriegsschauplatz versetzt. Dort war er in der Endphase des Ersten Weltkriegs bei verschiedenen Einheiten zumeist als Ausbildungs- oder Stabsoffizier tätig. Ende 1918 zum Zeitpunkt des Waffenstillstands war er Stabsoffizier bei der Artillerie der 2. Armee. Danach gehörte er der internationalen Waffenstillstandskommission an. Für einige Zeit war er auch in Deutschland stationiert.
Nach einigen zwischenzeitlich anderen Verwendungen absolvierte er im Jahr 1923 die Field Artillery School in Fort Sill in Oklahoma. Zwischen 1924 und 1929 war er Dozent für Militärwissenschaft und Taktik an der Harvard University. Anschließend absolvierte er bis 1931 das Command and General Staff College in Fort Leavenworth in Kansas. Daran schloss sich eine Versetzung nach Savannah in Georgia an, wo er als Ausbilder bei der Georgia Army National Guard tätig war.
In den Jahren 1933 bis 1938 war er nacheinander stellvertretender Heeresinspekteur bei der 2. bzw. der 3. Corps Area. Daran schloss sich sein Studium am United States Army War College in Carlisle in Pennsylvania an. Danach wurde er erneut nach Fort Sill beordert, wo er ein Bataillon des 77. Feldartillerieregiments kommandierte. Von Juni bis August 1941 kommandierte er dann dieses Regiment. Danach übernahm er das Kommando über das 18. Feldartillerieregiment, das er zwischen August 1941 und Februar 1942 innehatte. In diese Zeit fiel der amerikanische Eintritt in den Zweiten Weltkrieg.
Zwischen Februar und Dezember 1942 kommandierte Louis Craig, inzwischen als Brigadegeneral, die 72. Feldartilleriebrigade in Fort Leonard Wood in Missouri, die damals an großen Manövern teilnahm. Nach seiner Beförderung zum Generalmajor erhielt er das Kommando über die 97. Infanteriedivision, das er zwischen Februar 1943 und Januar 1944 innehatte. Auch diese Division nahm damals noch nicht am aktiven Kriegsgeschehen teil. Sie wurde auf einen Kampfeinsatz vorbereitet und kam erst im Februar 1945, lange nach Craigs Zeit als Kommandeur, in Europa zum Einsatz. Zwischen Januar und Juli 1944 kommandierte Craig das XXIII. Korps in Camp Bowie in Texas.
Danach erhielt er das Kommando über die 9. Infanteriedivision, das er zwischen August 1944 und Mai 1945 bekleidete. Diese Division war schon länger auf dem nordafrikanischen bzw. europäischen Kriegsschauplatz eingesetzt. Zum Zeitpunkt von Craigs Kommandoübernahme kämpfte sie in Nordfrankreich. Zusammen mit anderen Einheiten drang die Division Richtung Deutschland vor und wurde dabei in schwere Gefechte verwickelt. Dazu gehörte unter anderem die verlustreiche Schlacht im Hürtgenwald. Später drang die Division bis weit nach Deutschland vor.
Zwischen Mai und September 1945 kommandiere Craig das XX. Korps, das damals in Deutschland stationiert war. Im weiteren Verlauf der Jahre 1945 und 1946 kommandierte er nacheinander das 7th Service Command und das 6th Service Command. Zwischen Mai 1946 und Juli 1947 war er stellvertretender Kommandeur der 5. Armee. Danach war er bis April 1948 Generalinspekteur beim damaligen European Command. Anschließend leitete er für einen Monat die Polizeitruppe United States Constabulary in Deutschland. Zwischen Juli 1948 und dem 31. März 1952 bekleidete Craig das Amt des Generalinspekteurs des gesamten US-Heeres. Anschließend ging er in den Ruhestand.
Der seit 1917 mit Miriam Blount (1894–1987) verheiratete Offizier starb am 3. Januar 1984 in Washington, D.C. und wurde auf dem amerikanischen Nationalfriedhof Arlington beigesetzt.

## Orden und Auszeichnungen
Louis Craig erhielt im Lauf seiner militärischen Laufbahn unter anderem folgende Auszeichnungen:
- Army Distinguished Service Medal
- Silver Star
- Legion of Merit
- Bronze Star Medal
- Distinguished Service Order (Großbritannien)
- Orden der Ehrenlegion (Frankreich)
- Kriegskreuz (Frankreich)
- Kriegskreuz (Belgien)
- Kronenorden (Belgien)
- Order of Abdon Calderón (Ecuador)
- Tschechoslowakisches Kriegskreuz 1939